# Küppersherweg
Küppersherweg ist eine Ortschaft in der Gemeinde Wipperfürth im Oberbergischen Kreis im Regierungsbezirk Köln in Nordrhein-Westfalen (Deutschland).

## Lage und Beschreibung
Der Ort liegt südöstlich der Stadt Wipperfürth. Im Süden von Küppersherweg fließt der in den Gaulbach mündende Peppinghausener Bach vorbei. Nachbarorte sind Lendringhausen, Egerpohl, Altensturmberg und Peppinghausen.
Politisch wird Küppersherweg durch den Direktkandidaten des Wahlbezirks 7.2 (072) südöstliches Stadtgebiet im Rat der Stadt Wipperfürth vertreten.

## Geschichte
Die urkundliche Ersterwähnung von Küppersherweg als „Herweghe“ 1443 ist unsicher, da es vier Orte mit -herweg im Namen in Wipperfürth gibt. Die Karte Topographia Ducatus Montani aus dem Jahre 1715 zeigt an der Stelle von Küppersherweg drei Höfe und bezeichnet diese mit „Herweg“. Die Topographische Aufnahme der Rheinlande von 1825 zeigt auf umgrenztem Hofraum ebenfalls unter der Bezeichnung „Herweg“ drei Grundrisse. Ab der Preußischen Uraufnahme von 1840 bis 1844 wird die Ortsbezeichnung Küppersherweg verwendet.

## Wanderwege
Die vom SGV ausgeschilderten Wege Halbes Mühlrad: Straße der Arbeit, ◇6: Wupperweg und ein Zugangsweg von Wipperfürth nach dem Klüppelberg führen durch den Ort.